# Jevgenij Botkin
Jevgenij Botkin, född 1865, död 1918, var en rysk hovfunktionär.  Han var hovläkare till Nikolaj II av Ryssland och tsaritsan Alexandra 1908–1918. 
Han följde tsarfamiljen på deras exil i Sibirien under ryska revolutionen, och tillhörde de ur hovpersonalen som dödades under avrättningen av tsarfamiljen. 